# Stone Cold Classics
Stone Cold Classics – wydany 11 kwietnia 2006 album kompilacyjny brytyjskiego zespołu Queen.
Zawiera 12 przebojów Queen oraz dwa utwory z repertuarów zespołów Free i Bad Company, nagrane z Paulem Rodgersem. Album został wydany w związku z odcinkiem programu American Idol (amerykańska edycja Idola), w którym uczestnicy wykonywali utwory grupy.

## Lista utworów
1. „Stone Cold Crazy”
2. „Tie Your Mother Down”
3. „Fat Bottomed Girls”
4. „Another One Bites the Dust”
5. „Crazy Little Thing Called Love”
6. „We Will Rock You”
7. „We Are the Champions”
8. „Radio Ga Ga”
9. „Bohemian Rhapsody”
10. „The Show Must Go On”
11. „These Are the Days of Our Lives”
12. „I Want It All”
13. „All Right Now” – wersja na żywo Queen + Paul Rodgers
14. „Feel Like Makin' Love” – wersja na żywo Queen + Paul Rodgers